# Michael Elliott
Michael Elliott (n. 3 iunie 1932) este un om politic britanic, membru al Parlamentului European în perioadele 1984-1989, 1989-1994 si 1994-1999 din partea Regatului Unit. 
1. ↑  Who's who
2. ↑  Deputații în Parlamentul European